# Esprúe tropical
El esprúe tropical es una enfermedad rara y no genética, comúnmente de regiones tropicales, marcada con un aplanamiento y atrofia anormal de las vellosidades intestinales e inflamación del revestimiento del intestino delgado. Es una enfermedad conocida desde hace unos 2000 años, a pesar de que no se distinguió como una entidad independiente de la enfermedad celíaca hasta mediados del siglo XX. Difiere significativamente del esprúe celíaco.

## Epidemiología
Esta enfermedad fue descrita por primera vez por William Hillary en 1759 en Barbados. El esprúe tropical se distribuye mundialmente de manera irregular y en parches, siendo endémico en algunas áreas tropicales de Asia (especialmente en la India), el Caribe (Puerto Rico, Cuba, Haití y República Dominicana), África, la región norte de América del Sur y Oriente Medio. 

### Efectos
El esprúe tropical sigue siendo de causa desconocida, se propone una teoría de etiología (estudio de las causas de las enfermedades) infecciosa probablemente relacionada con la infección gastrointestinal, persistente y repetida, por bacterias coliformes enterotoxígenas, cuya proliferación intestinal puede verse favorecida por el consumo elevado de ácido linoléico en la dieta de las poblaciones afectadas; esta teoría infecciosa bacteriana ayudaría a explicar la ocurrencia epidémica (epidemia es el desarrollo de una enfermedad o de un fenómeno patológico que afecta simultáneamente a numerosas personas en un territorio más o menos extenso y sometido a influencias idénticas e inhabituales) y la respuesta a antibióticos. Otros autores, postulan la posible participación de virus y parásitos. Por todo ello esta enfermedad podría ser considerada como un síndrome (patrón de múltiples anomalías que afectan a múltiples áreas del desarrollo y que tienen etiopatogenias, causas y mecanismos de producción de enfermedad, relacionadas), que en el futuro sea clasificado en diferentes enfermedades específicas causadas por diferentes agentes infecciosos. 
Otros factores etiopatogénicos (estudio del funcionamiento del organismo o de un órgano, cuando está alterado por una enfermedad) son la insuficiencia pancreática exocrina secundaría a disminución de la secreción de hormonas como secretina y colecistocinina por la mucosa intestinal alterada, que parece contribuir a la pérdida de nutrientes que no serían digeridos adecuadamente; algunos autores involucran también la deficiente absorción de líquidos y electrolitos y ciertos cambios en la composición y concentración de sales biliares. 
La clínica se presenta típicamente con diarrea crónica y otros signos de malabsorción: pérdida de peso, astenia (debilitación del estado general), deficiencias vitamínicas. 
La depleción de las reservas de ácido fólico y vitamina B12 puede conducir en una anemia megaloblástica (anemias caracterizadas por la presencia de megaloblastos de gran tamaño), manifestación muy frecuente de la enfermedad. El déficit de ácido fólico, además de ser considerado como una consecuencia de la malabsorción intestinal, pudiera estar implicado en los mecanismos de producción de ésta, ya que la malabsorcion mejora con la administración de ácido fólico.

## Diagnóstico
El diagnóstico debe sospecharse en cualquier paciente, nativo o visitante de una región tropical, que presente un síndrome progresivo de malabsorción sin etiología específica y que responda a tratamiento con ácido fólico y/o antibióticos. 
El esprúe tropical es un diagnóstico de exclusión; carece de manifestaciones clínicas, bioquímicas o anatómicas patognomónicas (signo que no se encuentra más que en un estado mórbido determinado y es suficiente por sí mismo para caracterizar este estado mórbido y para establecer su diagnóstico). 
Las radiografías intestinales muestran hallazgos similares a los de la enfermedad celíaca. Las pruebas de absorción de grasa, xilosa y vitamina B12 suelen ser patológicas y la biopsia (operación que consiste en extirpar en el individuo vivo un fragmento de órgano o de tumor con objeto de someterlo a examen microscópico) intestinal muestra defectos en las vellosidades intestinales. 

### Diagnóstico diferencial
El diagnóstico diferencial debe hacerse con las diarreas crónicas con pérdida de peso se acompañen o no de anemia megaloblástica. 
No hay que confundirla con la “enteropatía tropical” o enteropatía inespecífica, muy frecuente en regiones tropicales subdesarrolladas y que, a diferencia del esprúe tropical tiende a mejorar o incluso desaparecer cuando los pacientes, nativos o foráneos se mudan a países templados.

## Otras cosas
- InteliHealth - Esprúe tropical
- Health In Plain English - Esprúe tropical
- Merck Manual - Malabsorption Syndromes: Tropical Sprue

- Datos: Q585911